# Meyers Konversations-Lexikon
La Meyers Konversations-Lexikon (més recentment també Enzyklopädisches Lexikon i Meyers Lexikon) és una important enciclopèdia universal en alemany publicada en diverses edicions i amb diversos títols per l'editorial Bibliographisches Institut entre 1839 i 1984.
El nom deriva del fundador de l'editorial, Joseph Meyer. Des del 1986 l'obra és publicada per l'editorial Brockhaus.

## Característiques
Una característica especial d'aquesta enciclopèdia era que els lectors es podien posar en contacte amb els editors del Bibliographisches Institut. Cada volum conté un apèndix relacionat amb aquesta correspondència, anomenat Korrespondenzblatt.
Meyers també va ser famós per les seves il·lustracions i diagrames:
Aquesta enciclopèdia del coneixement humà també inclou: retrats dels personatges més importants de tots els temps, imatges dels llocs més significatius, mapes de les ciutats més importants, cent mapes antics i moderns per a la representació de la terra, per a estadístiques, història i religió, etc., així com milers d'il·lustracions sobre història natural i objectes manufacturats. (de la portada de la primera edició).